# António Fernandes Varão
António Fernandes Varão (Salvaterra do Extremo, 21 de Fevereiro de 1874 — Vila Real, 19 de Dezembro de 1956) foi um oficial do Exército Português e político republicano que se distinguiu como opositor ao regime do Estado Novo. Foi Governador Civil do Distrito de Vila Real (de 25 de Outubro de 1921 a 23 de Novembro de 1921) e foi um dos oficiais que aderiu à Revolta de Fevereiro de 1927 e depois à Revolta das Ilhas (1931), sendo por isso demitido do Exército e deportado para Cabo Verde. É autor de uma memória sobre esses acontecimentos e de uma obra sobre os combates entre forças portuguesas e alemães no sul de Angola durante a Primeira Guerra Mundial.

## Biografia
Nasceu em Salvaterra do Extremo, Idanha-a-Nova, filho de João Fernandes e de Isabel Nunes.
Destinado a seguir a vida militar, assentou praça como voluntário no Regimento de Infantaria n.º 7, a 21 de Agosto de 1890. Concluído o curso da Escola do Exército, foi promovido a alferes em 1902, ascendendo a tenente e 1907, a capitão em 1914 e a major em 1919.
No contexto das campanhas de pacificação conduzidas por forças portuguesas contra os povos sublevados na então África Oriental Portuguesa, actual Moçambique, realizou uma comissão de serviço (1902-1906), integrando a coluna mista de forças europeias e africanas que participou nas operações de Boila, Matadame e Selege, no decurso das quais sofreu ferimentos em combate.
Republicano acérrimo, aquando da incursão monárquica contra a República de Julho de 1912 foi um dos oficiais que se ofereceram para realizar o reconhecimento ofensivo de Vila Verde da Raia, tendo integrado a força que a 8 de Julho de 1912 derrotou em Chaves a 2.ª incursão monárquica comandada por Paiva Couceiro, obrigando à fuga dos monárquicos para a Galiza.
No dealbar da Primeira Guerra Mundial, foi integrado nas forças expedicionárias enviadas para Angola no contexto das tensões existentes ao longo da fronteira daquele território com a Damaralândia, parte da actual Namíbia, mas ao tempo integrada no Sudoeste Africano Alemão. Ali participou nas operações do sul do território, sendo nomeado capitão-mor de Cuamato, cargo que exercia aquando dos incidentes de Naulila. Foi defensor oficioso junto do tribunal de guerra do comando superior das forças em operações no sul de Angola (1914-1916).
Regressado a Portugal, foi um dos oficiais que se apresentaram voluntariamente no quartel-general da 6.ª Divisão Militar, quando Vila Real foi atacada em Janeiro de 1919 por tropas monárquicas. Participou nas operações contra a Monarquia do Norte que decorreram em Trás-os-Montes em Janeiro e Fevereiro de 1919, terminando com a expulsão das forças monárquicas para Espanha. Expulsos os monárquicos, no posto de capitão foi colocado nesse ano de 1919 como comandante de batalhão no Regimento de Infantaria n.º 13, aquartelado em Vila Real. Permanecendo nessa cidade até 1927, para além das suas funções militares desempenhou comissões de serviço na dependência do Ministério do Interior, tendo sido nomeado em 1921 para o cargo de Governador Civil do Distrito de Vila Real, cargo que exerceu em dois períodos.
Instaurada a Ditadura Militar pelo golpe de 28 de Maio de 1926, manteve a sua lealdade aos princípios da Primeira república. Por isso, aquando da revolta republicana do Porto de Fevereiro de 1927, assumiu o comando da guarnição de Vila Real e à frente do Regimento de Infantaria n.º 13 participou na defesa da Régua, procurando impedir que as forças fiéis à Ditadura Militar atravessassem o rio Douro. Derrotada a insurreição militar, o major Fernandes Varão foi um dos cinco majores presos e pouco depois foi «separado do serviço do Exército» por força das disposições do Decreto n.º 13137, de 15 de Fevereiro de 1927. Em consequência, foi deportado para a Guiné Portuguesa, mas em Maio de 1928 foi transferido para os Açores e no ano seguinte para a ilha da Madeira.
Com residência fixa na Madeira, quando a 4 de Abril de 1931 se desencadeou a Revolta das Ilhas, um movimento insurreccional liderado pelo general Gastão de Sousa Dias, que também ali se encontrava deportado, foi um dos aderentes, assumindo o comando das forças de defesa da ilha. Durante o período em que os revoltosos controlaram a ilha, de 4 de Abril a 2 de Maio de 1931, foi um dos mais activos e prestigiados comandantes das forças sublevadas. Na madrugada de 30 de Abril, quando as forças fiéis à Ditadura Militar, por Botelho Moniz, desembarcaram na ilha da Madeira e avançaram em direcção ao Machico, aprisionaram o major Varão, que, de automóvel, se dirigia para as posições avançadas onde um tenente madeirense hasteara a bandeira branca.
Ainda antes de terminada a sublevação, foi abrangido pelo Decreto n.º 19567, de 7 de Abril de 1931, que demite dos postos e lugares que ocupam no exército e na marinha ou no funcionalismo, os indivíduos que se tiverem, tiverem sido ou vierem a ser investidos no exercício de funções militares ou civis na Ilha da Madeira, sem nomeação do Govêrno da República. António Fernandes Varão foi um dos 10 «indivíduos» demitidos dos cargos e empregos que ocupavam, pelo que encontrando-se já reformado, nos termos do decreto n.º 18252, de 26 de Abril de 1930, perdeu o direito à pensão. Foi preso e deportado para Cabo Verde, aí permanecendo vários anos. Ali redigiu uma memória sobre a Revolta das Ilhas.
Por força do Decreto-Lei n.º 38267, de 26 de Maio de 1951, foi reintegrado na situação de reforma, no posto de major, tendo-lhe sido fixado a pensão anual de 27 045$60, considerando-se a reintegração com efeitos a 1 de Julho de 1951. Fixou-se em Vila Real, cidade onde faleceu.
Foi agraciado com o grau de Comendador da Ordem Militar de Avis (31 de dezembro de 1920) e condecorado com as medalhas
de prata e ouro, da classe de comportamento exemplar (1904 e 1920), medalha militar de prata da classe serviços distintos (1910), medalha de prata comemorativa das campanhas do exército português (1917), medalha da Vitória (1919), por ter feito parte da expedição ao sul de Angola contra os alemães, medalha da Cruz Vermelha de Mérito da Sociedade Portuguesa da Cruz Vermelha (1925). O major António Fernandes Varão é lembrado na toponímia da cidade de Vila Real.

## Obras publicadas
- Infantaria 13 no movimento político da Madeira de 4 de Abril de 1931 (Palavras dum vencido).  Estabelecimento Tipográfico «Faro de Vigo», Vigo, 1932.
- Investidas alemãs ao sul de Angola : subsídios para a sua história. Lisboa : Imprensa Lucas e Ca., 1934. - 203 p.